# Musikjahr 1421
Liste der Musikjahre

◄◄ | ◄ | 1417 | 1418 | 1419 | 1420 | Musikjahr 1421 | 1422

Weitere Ereignisse
Dieser Artikel behandelt das Musikjahr 1421.

## Ereignisse

### Heiliges Römisches Reich

#### Habsburgischen Vorlande
- Heinrich Laufenberg wirkt 1421 als capellanus und viceplebanus an der Freiburger Pfarrkirche.[1]

#### Herzogtum Österreich
- Johann Geuss von Teining, ein Mitglied der Universitätsgemeinschaft der Universität Wien, leitet 1421 die Gottesdienste in St. Stephan.[2]
- Oswald von Wolkenstein gerät 1421 zu Hause in einen weiteren Streit im Zusammenhang mit seinem Erbe von einem Drittel der Burg Hauenstein bei Seis am Schlern und wird von Martin Jäger, dem Ehemann einer der Miterbinnen der Burg, eingesperrt.[3]

#### Reichsstadt Regensburg
- Peter von Dresden (genannt Petrus Dresdensis), der erste bedeutende Rektor der Kreuzschule in Dresden, wird 1421 oder 1426 in Prag oder Regensburg als hussistischer Ketzer verbrannt.[4]

### Herzogtum Burgund

#### Grafschaft Flandern
- Das Kapitel der Sint-Donaaskathedraal in Brügge führt 1421 eine tägliche polyphone Marien-Messe (Missa de Salve) ein.[5]

### Italienische Staaten

#### Kirchenstaat
- Guillaume Legrant ist von 1418 bis 1421 als Mitglied der päpstlichen Kapelle unter Papst Martin V. nachweisbar.[6]
- Leon Battista Alberti geht wahrscheinlich 1421 nach Bologna, um Jura zu studieren. Hier lernt er den Universalgelehrten Paolo Toscanelli kennen.[7]

#### Königreich Neapel und Königreich Sizilien
- Rodrigo de la Guitarra reist mit Alfons V. nach Neapel. Dieser verleiht ihm im August 1421 in Palermo den Titel „Konsul der Kastilier“.[8]

#### Republik Venedig
- Blasius de Este ist Magister der Chorknaben an der Kathedrale von Padua.[9]
- Prepositus Brixiensis wird von 1421 bis 1425 als Kantor in den Gehaltslisten der Kathedrale von Padua geführt.[10][11]

### Königreich England
- Der Komponist John Burell ist wahrscheinlich königlicher Kaplan.[12]
- Der Komponist Thomas? Damett ist 1421 königlicher Angestellter, was die Konten des königlichen Haushalts belegen.[13]
- Der Komponist und Musiktheoretiker Leonel Power steht bis 15. August 1421 in den Diensten von Thomas of Lancaster, 1. Duke of Clarence, dem zweiten Sohn König Heinrichs IV. von England.[14] Danach ist er in der Kathedrale von Canterbury tätig.[15]
- Die Gründungsurkunde der Stiftskirche von Manchester aus dem Jahr 1421 und die Erneuerung durch Elisabeth I. 1578 und Karl I. 1638 enthält die Erlaubnis männliche Sänger einzusetzen.[16]
- Das Old Hall Manuscript, die „bedeutendste Manuskriptsammlung englischer Kirchenmusik des späten 14. und frühen 15. Jahrhunderts“[17], wird „zwischen etwa 1415 und 1421 von einem einzigen Schreiber zusammengestellt und enthält zum ersten Mal ein englisches Repertoire, das weitgehend an namentlich genannte Komponisten gebunden ist: Leonel Power mit 20–26 Kompositionen, Pycard, Typp, Byttering, Oliver, Chirbury, Excetre, Cooke, Roy Henry, Queldryk, Tyes, Aleyn, Fonteyns, Gervays, Lambe …, Mayshuet, Pennard, Rowlard und Swynford“.[17]

### Königreich Frankreich
- Estienne Grossin wird in einem Register der Kathedrale Notre Dame in Paris als Sänger aufgeführt. Die Quelle belegt, dass er Priester ist und aus der Diözese Sens stammt.[18]

## Kompositionen und Schriften
- Antonius de Civitate Austrie: Clarus ortus/Gloriosa mater (Motette), ist Papst Martin V. bei seiner Rückkehr nach Rom nach seiner Wahl auf dem Konzil von Konstanz, gewidmet.[19]
- Guillaume Dufay: Vasilissa ergo gaude (Motette), zu Ehren von Kleopha Malatesta, der Braut von Theodor Palaiologos, vor ihrer Hochzeit im Jahr 1421 geschrieben.[20]
- Old Hall Manuscript, 1421

## Gestorben

### Todesdatum gesichert
- 17. November: Gobelin Person, deutscher Welthistoriker, Kirchenreformer und Autor einer Chorallehre (* 1358)[21]

### Genaues Todesdatum unbekannt
- Peter von Dresden, hussitischer Lehrer und ehemaliger Rektor der Kreuzschule in Dresden (* um 1350)